# Демми, Лоуренс
Лоуренс Демми (англ. Lawrence Demmy; 1930 или 1931 — 9 декабря 2016) — фигурист из Великобритании, неоднократный чемпион мира и Европы в танцах на льду.

## Спортивная карьера
Выступал в паре с Джин Вествуд. Их пара — первые в истории чемпионы мира и Европы в танцах на льду: четырёхкратный чемпион мира (1952—1955), двукратный чемпион Европы (1954 и 1955).
Четырёхкратный чемпион Великобритании (1952—1955).
В 1977 г. Демми и Вествуд были введены в Зал славы фигурного катания.

## Спортивные достижения
(с Джин Вествуд)
| Соревнования/Сезоны       | 1952 | 1953 | 1954 | 1955 |
| ------------------------- | ---- | ---- | ---- | ---- |
| Чемпионаты мира           | 1    | 1    | 1    | 1    |
| Чемпионаты Европы         |      |      | 1    | 1    |
| Чемпионаты Великобритании | 1    | 1    | 1    | 1    |